# Phare de Dahmeshöved
Le phare de Dahmeshöved (en allemand : Leuchtturm Dahmeshöved) est un phare actif situé à Dahme dans l'arrondissement du Holstein-de-l'Est (Schleswig-Holstein), en Allemagne.
Il est géré par la WSV de Lübeck .

## Histoire
Le phare de Dahmeshöved , construit en 1878/79, sert à la navigation en baie de Lübeck et en baie du Mecklembourg. Il est situé à environ 2 km au sud de Dahme.
Le phare, qui est un bâtiment classé au titre de la Protection du patrimoine culturel, possédait une corne de brume et émettait la lettre "D" en code Morse international. En 1982, la peinture rouge existante avec un liseré blanc a été supprimée sans remplacement et le phare a repris son aspect d'origine en briques rouges. Sa lumière était, à l'origine, alimentée au kérosène et émettait sa lumière à travers une lentille de Fresnel. La conversion au gaz a eu lieu en 1925 et plus tard, par un passage à l’énergie électrique. Actuellement, une lampe halogène de 400 W est installée, avec une intensité lumineuse d'environ 140 000 candelas.
Aujourd'hui, il peut être visité occasionnellement et sert également de bureau d'enregistrement. L'immeuble résidentiel et quelques dépendances sont utilisés en privé.

## Description
Le phare , est une tour octogonale en brique de 29 m de haut, avec une double galerie et une grosse lanterne circulaire en fonte. La tour est non peinte et la lanterne est rouge. Il émet, à une hauteur focale de 33,5 m, trois éclats blancs de 0,8 seconde par période de 12 secondes. Sa portée est de 23 milles nautiques (environ 42,5 km).
Identifiant : ARLHS : FED-069 - Amirauté : C1342 - NGA : 3244 .

## Caractéristiques dufeu maritime
Fréquence : 12 secondes (W-W-W )
- Lumière : 0,8 seconde
- Obscurité : 2,2 secondes
- Lumière : 0,8 seconde
- Obscurité : 2,2 secondes
- Lumière : 0,8 seconde
- Obscurité : 5,2 secondes

|          |
| Le phare |

|             |
| La lanterne |

### Lien connexe
- Liste des phares en Allemagne